# 旭Production
株式會社旭Production（日語：株式会社旭プロダクション）是日本一家位於東京都練馬區，專門從事動畫的攝影工作的日本動畫企業。成立於1973年。

## 概要、沿革
旭Production起初是一家專業攝影工作室兼宣傳影片製作的公司。1973年6月1日該工作室創立之後，主要承包動畫公司東京電影與關連公司東京電影新社（今已併入TMS Entertainment）以及日本日昇動畫（日昇動畫的舊名）作品的攝影工作，一方面也承包保險公司日本損害保險協會或控股公司旭化成等大手企業和業界團體的宣傳影片。
1997年9月，旭Production為了擴展業務，於東京都澀谷區原宿另外開設專門進行3DCGI製作的「數位工作室」。1999年10月，旭Production進行總部搬遷時與數位工作室整合。可是翌年2000年，數位工作室所屬的攝影監督梅田俊之等人選擇移籍至同樣從事攝影工作的另一家公司Anime Film，因此旭Production在一時之間縮小公司規模。
2000年代以後，旭Production開始廣泛積極地幫多家其他總承包商公司代工負責作畫、演出、背景美術、3DCGI、上色及製作，從此旭Production轉型成為動畫製作的公司。在那之後，旭Production以承包三麗鷗角色的電視動畫《Hello Kitty 蘋果森林》系列與《甜點兔》等作品第一次挑戰獨立製作，建立了自家從作畫到背景製作的作業程序一致化。2006年，旭Production總部搬遷至練馬區現址，同時統合數位工作室、製作部門。
2010年4月，旭Production另外在宮城縣白石市的白石市情報中心開設數位作畫工作室「宮城白石工作室」。然後在可以聘請宮城縣民加入動畫製作團隊這部分的條件是由白石工作室所制定，以作為縣內緊急雇用創出事業的一環，並且與宮城縣代表吉祥物飯糰丸合同簽署之後，讓當地吉祥物可將其動畫的製作直接發包交給白石工作室製作。此後，白石工作室還製作過「白石仙子」等地方宣傳動畫。
2011年，旭Production第一次以製作委員會的方式參加動畫公司TYO動畫總承包電視動畫《幸福光暈》等作品的製作，另外這也是旭Production第一次自家主動出資。另外一次是在2016年再度以製作委員會的方式參加動畫公司亞細亞堂作品的製作（當然旭Production跟這2家公司沒有資本關係）。
2014年播出的電視動畫《偽姬物語》是旭Production首度全面獨立製作的作品，在那之後陸續生產出《我家浴室的現況》、《Million Doll》、《溫泉幼精小箱根》及《麵包與和平！》等電視動畫作品。

## 作品列表

### 獨立製作

#### 電視動畫
| 首播年份 | 播畢年份 | 中文名稱                                                            | 日文名稱               | 原作類別 | 備註                                   |
| -------- | -------- | ------------------------------------------------------------------- | ---------------------- | -------- | -------------------------------------- |
| 1999年   | 2002年   |                                                                     |                        | 原創     |                                        |
| 2005年   | 2005年   | AB                                                                  | AB                     | 原創     |                                        |
| 2006年   | 2006年   | 米花兔                                                              |                        | 原創     | 三麗鷗角色「美樂蒂」原案衍生動畫系列。 |
| 2006年   | 2006年   | Hello Kitty 蘋果森林之謎                                            |                        | 原創     | 三麗鷗角色「美樂蒂」原案衍生動畫系列。 |
| 2006年   | 2007年   |                                                                     |                        | 原創     | 三麗鷗角色「美樂蒂」原案衍生動畫系列。 |
| 2007年   | 2007年   | Hello Kitty 蘋果森林之謎                                            |                        | 原創     | 三麗鷗角色「美樂蒂」原案衍生動畫系列。 |
| 2007年   | 2008年   | Hello Kitty 蘋果森林與平行鎮                                        |                        | 原創     | 三麗鷗角色「美樂蒂」原案衍生動畫系列。 |
| 2007年   | 2007年   | 甜點兔                                                              |                        | 原創     | 三麗鷗角色「美樂蒂」原案衍生動畫系列。 |
| 2007年   | 2007年   | BLUE DROP ～天使們的戲曲～                                          |                        | 漫畫     | 與Bestack共同製作。                    |
| 2008年   | 2008年   | 甜點兔 巧克拉！                                                     |                        | 原創     | 三麗鷗角色「美樂蒂」原案衍生動畫系列。 |
| 2010年   | 2011年   | 超級機器人大戰OG -The Inspector-                                    |                        | 原創     |                                        |
| 2012年   | 2012年   | 貓所棲息的島                                                        |                        | 原創     |                                        |
| 2012年   | 2012年   |                                                                     |                        | 繪本     | 與Yoonif E&C→K's CRAFT共同製作。       |
| 2014年   | 2014年   | 偽姬物語                                                            |                        | 漫畫     |                                        |
| 2014年   | 2014年   | 我家浴室的現況                                                      |                        | 漫畫     |                                        |
| 2015年   | 2015年   | 船梨精摇摇摇日和                                                    |                        | 原創     |                                        |
| 2015年   | 2015年   | Million Doll                                                        |                        | 漫畫     |                                        |
| 2015年   | 2015年   | 溫泉幼精小箱根                                                      |                        | 漫畫     | 與PRODUCTION REED共同製作。            |
| 2016年   | 2016年   | 麵包與和平！                                                        |                        | 漫畫     |                                        |
| 2018年   | 2018年   | 你還是不懂群馬                                                      |                        | 漫畫     |                                        |
| 2019年   | 2019年   | 南無阿彌陀佛！ -蓮台 UTENA-                                         |                        | 原創     |                                        |
| 2021年   | 2021年   | 天地創造設計部                                                      |                        | 漫畫     |                                        |
| 2021年   | 2021年   | 桃子男孩渡海而來                                                    |                        | 漫畫     |                                        |
| 2022年   | 2022年   | 少女前線                                                            | ドールズフロントライン | 遊戲     |                                        |
| 2023年   | 2023年   | 阿魯斯的巨獸                                                        |                        | 原創     |                                        |
| 2023年   | 2023年   | 鄰人似銀河                                                          |                        | 漫畫     |                                        |
| 2024年   | 2024年   | 夢想成為魔法少女                                                    |                        | 漫畫     |                                        |
| 2025年   | 2025年   | 最弱技能《果實大師》 ～關於能無限食用技能果實（吃了就會死）這件事～ |                        | 輕小說   |                                        |
| 2025年   | 2025年   | 神統記                                                              |                        | 輕小說   |                                        |
| 2025年   | 2025年   | 惡食千金與狂血公爵                                                  |                        | 輕小說   |                                        |

#### OVA
| 發行年份 | 中文名稱                                  | 日文名稱 | 原作類別 | 備註 |
| -------- | ----------------------------------------- | -------- | -------- | ---- |
| 2009年   | 純愛手札4 ORIGINAL ANIMATION 起始的取景器 |          | 遊戲     |      |

#### 電影動畫
| 首映年份 | 中文名稱                                        | 日文名稱      | 原作類別 | 備註 |
| -------- | ----------------------------------------------- | ------------- | -------- | ---- |
| 2011年   | 劇場版 心之國的愛麗絲～Wonderful Wonder World～ |               | 遊戲     |      |
| 2014年   | 奇魂侍                                          | 奇魂侍        | 原創     |      |
| 2019年   | Santa Company                                   | Santa Company | 原創     |      |
| 2020年   | WAVE ～衝浪吧!!～                               |               | 原創     |      |
| 2023年   | 機甲英雄 劇場版 我與我等於無限大                |               | 遊戲     |      |

#### 網路動畫
| 配信年份 | 中文名稱 | 日文名稱 | 原作類別 | 備註                                           |
| -------- | -------- | -------- | -------- | ---------------------------------------------- |
| 2015年   |          |          | 原創     | 宮城縣受災復興短篇動畫，由宮城白石工作室製作。 |
| 2017年   | 超游世界 | 超游世界 | 漫畫     | 與Success共同製作。                            |

### 協力製作

#### 電視動畫
2000年代
| 首播年份 | 播畢年份 | 中文名稱                      | 日文名稱           | 總承包商                | 原作類別 | 備註 |
| -------- | -------- | ----------------------------- | ------------------ | ----------------------- | -------- | ---- |
| 2000年   | 2001年   | 科學小飛喵                    |                    | 日昇動畫                | 繪本     |      |
| 2004年   | 2005年   | 索斯機械獸IV                  |                    | 東京KIDS                | 原創     |      |
| 2005年   | 2005年   | Gallery Fake                  |                    | 東京電影→東京KIDS       | 漫畫     |      |
| 2005年   | 2007年   | MÄR 魔兵傳奇                  |                    | Synergy SP              | 漫畫     |      |
| 2005年   | 2005年   | 極上生徒會                    |                    | J.C.STAFF               | 原創     |      |
| 2005年   | 2005年   | 索斯機械獸V                   |                    | 小學館集英社製作        | 原創     |      |
| 2006年   | 2006年   | 格鬥美神 武龍 REBIRTH         |                    | TMS Entertainment       | 漫畫     |      |
| 2006年   | 2006年   | Soul Link                     | Soul Link          | Picture Magic           | 遊戲     |      |
| 2006年   | 2007年   | 史上最強弟子兼一              |                    | TMS Entertainment       | 漫畫     |      |
| 2006年   | 2007年   | 奏光之Strain                  |                    | Studio Fantasia         | 原創     |      |
| 2007年   | 2008年   | 旋風管家                      |                    | Synergy SP              | 漫畫     |      |
| 2008年   | 2008年   | 幻影少年                      |                    | A.C.G.T                 | 漫畫     |      |
| 2008年   | 2009年   | Battle Spirits 少年突破馬神   |                    | 日昇動畫                | 遊戲     |      |
| 2008年   | 2008年   | 黑塚 KUROZUKA                 |                    | MADHOUSE                | 小說     |      |
| 2008年   | 2008年   | 非常辣妹                      |                    | 日本動畫公司            | 漫畫     |      |
| 2008年   | 2008年   | SKIP BEAT！華麗的挑戰         |                    | HAL FILM MAKER          | 漫畫     |      |
| 2008年   | 2008年   | 今天的五年二班                |                    | XEBEC                   | 漫畫     |      |
| 2009年   | 2009年   | 黑神 The Animation            |                    | 日昇動畫                | 漫畫     |      |
| 2009年   | 2009年   | 遊魂 -Kiss on my Deity-       |                    | SILVER LINK.            | 遊戲     |      |
| 2009年   | 2010年   | 四葉遊戲                      |                    | Synergy SP              | 漫畫     |      |
| 2009年   | 2009年   |                               |                    | MADHOUSE                | 漫畫     |      |
| 2009年   | 2009年   | WHITE ALBUM                   | WHITE ALBUM        | Seven Arcs              | 遊戲     |      |
| 2009年   | 2009年   | 11eyes                        | 11eyes             | 動畫工房                | 遊戲     |      |
| 2009年   | 2010年   | 夢色蛋糕師                    |                    | Studio Pierrot          | 漫畫     |      |
| 2009年   | 2012年   | 寵物反斗星                    |                    | OLM                     | 遊戲     |      |
| 2009年   | 2009年   | 魔神相克者2                   |                    | Seven Arcs              | 小說     |      |
| 2009年   | 2010年   | 戰鬥司書 The Book of Bantorra |                    | david production        | 小說     |      |
| 2009年   | 2013年   | FAIRY TAIL (第1期)            | FAIRY TAIL (第1期) | A-1 Pictures、SATELIGHT | 漫畫     |      |

2010年代
| 首播年份 | 播畢年份 | 中文名稱                              | 日文名稱                                                                    | 總承包商                   | 原作類別 | 備註                                          |
| 2010年   | 2010年   | 2010年                                | 2010年                                                                      | 2010年                     | 2010年   | 2010年                                        |
| -------- | -------- | ------------------------------------- | --------------------------------------------------------------------------- | -------------------------- | -------- | --------------------------------------------- |
| 2010年   | 2010年   | 嬌蠻貓娘大橫行                        |                                                                             | AIC                        | 小說     |                                               |
| 2010年   | 2010年   | 聖痕鍊金士                            |                                                                             | Hoods Entertainment        | 漫畫     |                                               |
| 2010年   | 2010年   | 學園默示錄 HIGHSCHOOL OF THE DEAD     |                                                                             | MADHOUSE                   | 漫畫     |                                               |
| 2010年   | 2010年   | 少女妖怪 石榴                         |                                                                             | J.C.STAFF                  | 漫畫     |                                               |
| 2010年   | 2010年   | 只有神知道的世界                      |                                                                             | Manglobe                   | 漫畫     |                                               |
| 2011年   |          |                                       |                                                                             |                            |          |                                               |
| 2011年   | 2011年   | 花開物語                              |                                                                             | P.A.WORKS                  | 原創     |                                               |
| 2011年   | 2011年   | STEINS;GATE                           | STEINS;GATE                                                                 | WHITE FOX                  | 遊戲     |                                               |
| 2011年   | 2011年   | 只有神知道的世界II                    |                                                                             | Manglobe                   | 漫畫     |                                               |
| 2011年   | 2011年   | Double-j                              |                                                                             | DLE                        | 漫畫     |                                               |
| 2011年   | 2011年   | 幸福光暈 ～hitotose～                 |                                                                             | TYO動畫                    | 原創     | 以製作委員會的方式參加。                      |
| 2011年   | 2012年   | 灼眼的夏娜III -FINAL-                 |                                                                             | J.C.STAFF                  | 小說     |                                               |
| 2011年   | 2012年   | 花牌情緣                              |                                                                             | MADHOUSE                   | 漫畫     |                                               |
| 2011年   | 2011年   | 便·當                                 |                                                                             | david production           | 小說     |                                               |
| 2012年   |          |                                       |                                                                             |                            |          |                                               |
| 2012年   | 2012年   | 翡翠森林狼與羊 ～秘密的朋友～         |                                                                             | Sparky Animation、獏企業號 | 繪本     |                                               |
| 2012年   | 2012年   | 加速世界                              |                                                                             | 日昇動畫                   | 小說     |                                               |
| 2012年   | 2012年   | 最強學生會長                          |                                                                             | GAINAX                     | 漫畫     |                                               |
| 2012年   | 2014年   | 宇宙兄弟                              | 宇宙兄弟                                                                    | A-1 Pictures               | 漫畫     |                                               |
| 2012年   | 2013年   | 寵物反斗星 Yume Kira Dream            |                                                                             | OLM                        | 遊戲     |                                               |
| 2012年   | 2013年   | 閃電十一人GO 時空之石                 |                                                                             | OLM                        | 遊戲     |                                               |
| 2012年   | 2013年   | 超速變形螺旋傑特                      |                                                                             | A-1 Pictures               | 遊戲     |                                               |
| 2012年   | 2013年   | 校園剋星                              |                                                                             | J.C.STAFF                  | 遊戲     |                                               |
| 2012年   | 2013年   | 來自新世界                            |                                                                             | A-1 Pictures               | 小說     |                                               |
| 2013年   |          |                                       |                                                                             |                            |          |                                               |
| 2013年   | 2013年   | THE UNLIMITED 兵部京介                | THE UNLIMITED 兵部京介                                                      | Manglobe                   | 漫畫     |                                               |
| 2013年   | 2013年   | 惡之華                                |                                                                             | ZEXCS                      | 漫畫     |                                               |
| 2013年   | 2013年   | 蟲奉行                                |                                                                             | Seven Arcs Pictures        | 漫畫     |                                               |
| 2013年   | 2013年   | 黑色嘉年華                            |                                                                             | Manglobe                   | 漫畫     |                                               |
| 2013年   | 2013年   | DEVIL SURVIVOR 2 the ANIMATION        | DEVIL SURVIVOR 2 the ANIMATION                                              | bridge                     | 遊戲     |                                               |
| 2013年   | 2013年   | 幸福光暈 ～More Aggressive～          |                                                                             | TYO動畫                    | 原創     | 以製作委員會的方式參加。                      |
| 2013年   | 2014年   | 靈裝戰士                              |                                                                             | Studio Pierrot             | 遊戲     |                                               |
| 2013年   | 2014年   | 記錄的地平線                          |                                                                             | SATELIGHT                  | 小說     |                                               |
| 2014年   |          |                                       |                                                                             |                            |          |                                               |
| 2014年   | 2018年   | 妖怪手錶                              |                                                                             | OLM                        | 遊戲     |                                               |
| 2014年   | 2014年   | 鬼燈的冷徹                            |                                                                             | WIT STUDIO                 | 漫畫     |                                               |
| 2014年   | 2014年   | LoveLive！ (第2期)                    |                                                                             | 日昇動畫                   | 原創     |                                               |
| 2014年   | 2014年   | 乒乓 THE ANIMATION                    |                                                                             | 龍之子製作公司             | 漫畫     |                                               |
| 2014年   | 2014年   | 人生諮詢電視動畫「人生」              |                                                                             | feel.                      | 小說     |                                               |
| 2014年   | 2015年   | 舞力四射                              |                                                                             | 日昇動畫→BN Pictures       | 原創     |                                               |
| 2015年   |          |                                       |                                                                             |                            |          |                                               |
| 2015年   | 2015年   | CROSSANGE 天使與龍的輪舞              |                                                                             | 日昇動畫                   | 原創     |                                               |
| 2015年   | 2015年   | JoJo的奇妙冒險 星塵鬥士 (後半)        |                                                                             | david production           | 漫畫     |                                               |
| 2015年   | 2015年   | 寶石寵物 魔法變身                     |                                                                             | STUDIO DEEN                | 原創     | 三麗鷗與SEGA Toys原案的遊戲原作衍生動畫系列。 |
| 2015年   | 2015年   | 進擊！巨人中學校                      |                                                                             | Production I.G             | 漫畫     |                                               |
| 2015年   | 2016年   | Brave Beats                           | Brave Beats                                                                 | BN Pictures                | 原創     |                                               |
| 2016年   |          |                                       |                                                                             |                            |          |                                               |
| 2016年   | 2017年   | 莉露莉露妖精 ～妖精之門～             | [リルリルフェアリル ～妖精のドア～] 错误：{{Lang}}：無法辨識代碼 aj（帮助） | STUDIO DEEN                | 原創     | 三麗鷗與SEGA Toys原案的遊戲原作衍生動畫系列。 |
| 2016年   | 2016年   | 學戰都市Asterisk                      |                                                                             | A-1 Pictures               | 小說     |                                               |
| 2016年   | 2016年   | 逆轉裁判 ～對這個「真相」，有異議！～ |                                                                             | A-1 Pictures               | 遊戲     |                                               |
| 2016年   | 2016年   | 美男高校地球防衛部LOVE！LOVE！        | 美男高校地球防衛部LOVE！LOVE！                                              | STUDIO COMET               | 原創     |                                               |
| 2016年   | 2016年   | 食戟之靈 貳之皿                       |                                                                             | J.C.STAFF                  | 漫畫     |                                               |
| 2016年   | 2016年   | 終末的伊澤塔                          |                                                                             | 亞細亞堂                   | 原創     | 以製作委員會的方式參加。                      |
| 2016年   | 2016年   | 烏龍麵之國的金色毛毬                  |                                                                             | LIDENFILMS                 | 漫畫     |                                               |
| 2016年   | 2016年   | 長騎美眉                              |                                                                             | Actas                      | 漫畫     |                                               |

#### OVA
| 發行年份 | 中文名稱          | 日文名稱    | 總承包商             | 原作類別 | 備註 |
| -------- | ----------------- | ----------- | -------------------- | -------- | ---- |
| 2005年   | STRATOS 4 Advance |             | Studio Fantasia      | 原創     |      |
| 2006年   | 大魔法峠          | 大魔法峠    | 巴塞羅耶工作室       | 漫畫     |      |
| 2008年   | 爆粗Band友        |             | STUDIO 4℃            | 漫畫     |      |
| 2009年   | 異世界聖機師物語  |             | AIC Spirits、BeSTACK | 原創     |      |
| 2011年   | 改造新人類        |             | SHAFT                | 漫畫     |      |
| 2012年   | HELLSING IX       | HELLSING IX | Graphinica           | 漫畫     |      |
| 2014年   | 校園剋星！EX      |             | J.C.STAFF            | 遊戲     |      |

#### 電影動畫
| 首映年份 | 中文名稱                                                                   | 日文名稱 | 總承包商       | 原作類別 | 備註       |
| -------- | -------------------------------------------------------------------------- | -------- | -------------- | -------- | ---------- |
| 1991年   | 哆啦A夢；大雄的天方夜譚                                                    |          | SHIN-EI動畫    | 漫畫     |            |
| 2010年   | 劇場版 火影忍者疾風傳：失落之塔                                            |          | Studio Pierrot | 漫畫     |            |
| 2010年   | 借物少女艾莉緹                                                             |          | 吉卜力工作室   | 原創     | 作畫協力。 |
| 2014年   | 喬凡尼的島                                                                 |          | Production I.G | 原創     |            |
| 2015年   | 劇場版 Go！Princess 光之美少女 Go！Go!! 豪華三部曲!!! 花神天使與惡作劇魔鏡 |          | 東映動畫       | 原創     |            |
| 2017年   | 蠟筆小新：宇宙人Pi力來襲!!                                                 |          | SHIN-EI動畫    | 漫畫     |            |

#### 網路動畫
| 配信年份 | 中文名稱                     | 日文名稱                     | 總承包商                      | 原作類別 | 備註                     |
| -------- | ---------------------------- | ---------------------------- | ----------------------------- | -------- | ------------------------ |
| 2011年   | +tic模型姊姊                 |                              | TYO Animations、Barnum Studio | 漫畫     | 以製作委員會的方式參加。 |
| 2013年   | 迷你偶像大師                 |                              | Gathering                     | 漫畫     |                          |
| 2016年   | BROTHERHOOD FINAL FANTASY XV | BROTHERHOOD FINAL FANTASY XV | A-1 Pictures                  | 遊戲     |                          |

### 遊戲
| 發行年份 | 中文名稱             | 日文名稱 | 總承包商  | 原作類別 | 備註 |
| -------- | -------------------- | -------- | --------- | -------- | ---- |
| 2013年   | 魔法與科學的群奏活劇 |          | J.C.STAFF | 小說     |      |

### 擔任攝影作品

#### 電視動畫
- 太空小五義（1976年）
- 超電磁機器人 孔巴德拉V（1976年－1977年）
- 無敵超人贊波3（1977年－1978年）
- 無敵鋼人泰坦3（1978年－1979年）
- 鋼彈系列
  - 機動戰士鋼彈（1979年－1980年）
  - 機動戰士Z鋼彈（1985年－1986年）
  - 機動戰士鋼彈ZZ（1986年－1987年）
  - 機動戰士V鋼彈（1993年－1994年）
  - 機動武鬥傳G鋼彈（1994年－1995年）
  - 新機動戰記鋼彈W（1995年－1996年）
  - 機動新世紀鋼彈X（1996年）
  - ∀鋼彈（1999年－2000年）
  - 機動戰士鋼彈SEED（2002年－2003年）
  - 機動戰士鋼彈SEED DESTINY（2004年－2005年）
  - 機動戰士鋼彈00（2007年－2008年）
  - 機動戰士鋼彈00 Second Season（2008年－2009年）
  - 機動戰士鋼彈AGE（2011年－2012年）
  - 鋼彈創戰者（2013年－2014年）
  - 鋼彈創戰者TRY（2014年－2015年）
  - 鋼彈G之復國運動（2014年－2015年）
  - 機動戰士鋼彈 鐵血的孤兒（2015年－2017年）
  - 機動戰士鋼彈UC RE:0096（2016年）
- The☆超人力霸王（1979年－1980年）
- 無敵機器人 托萊達G7（1980年－1981年）
- 最強機器人大王者（1981年－1982年）
- 戰鬥裝甲Xabungle（1982年－1983年）
- 魔法公主 明琪桃子（日语：魔法のプリンセス ミンキーモモ）（1982年－1983年）
- 心跳今夜（1982年－1983年）
- 聖戰士鄧拜音（1983年－1984年）
- 重戰機L-Gaim（1984年－1985年）
- 嘿！奔奔（1985年－1986年）
- 奔奔先生（日语：Mr.ペンペン）（1986年）
- 超能力魔美（1987年－1989年）
- 星戰英豪（日语：赤い光弾ジリオン）（1987年）
- 天威勇士（1987年）
- 假面忍者 赤影（1987年－1988年）
- 魔神英雄傳
  - 魔神英雄傳（1988年－1989年）
  - 魔神英雄傳2（1990年－1991年）
- 光頭騙子禿丸（日语：つるピカハゲ丸）（1988年－1989年）
- 魔動王（1989年－1990年）
- 美味大挑戰（1989年－1992年）
- 大耳鼠（1989年－1991年）
- （1990年－1991年）
- 21衛門（1991年－1992年）
- 蠟筆小新（1992年－）※參加至2001年為止。
- 超時空保姆（1992年）
- 秀逗泰山阿達♡（1993年－1994年）
- 中崎達也超級搞笑劇場（日语：中崎タツヤスーパー ギャグシアター）（1994年、1995年）
- 超者萊汀（日语：超者ライディーン）（1996年－1997年）
- 怪盜Saint Tail（1995年－1996年）
- 忍企鵝真丸（日语：忍ペンまん丸）（1997年－1998年）
- 超重神GRAVION（2002年）
- Keroro軍曹（2004年－2011年）
- 蟲師（2005年 - 2006年）
- 不可思議星球的☆雙胞胎公主（2006年－2007年）
- 家庭教師HITMAN REBORN！（2006年－2010年）
- 銀魂系列
  - 銀魂（2006年－2010年）
  - 銀魂'（2011年－2012年）
  - 銀魂゜（2015年－2016年）
  - 銀魂.（2017年－）
- 死亡代理人（2006年）
- 獸爪（日语：ケモノヅメ）（2006年）
- 009-1（2006年）
- 死亡筆記本（2006年－2007年）
- 王牌投手 振臂高揮（2007年）
- 星界死者之書 -ENGAGE planet-（2007年）
- 七色★星露（2007年）
- PRISM ARK（2007年）
- 暗夜魔法使 The ANIMATION（2007年）
- 萌少女的戀愛時光（2007年）
- 乃木坂春香的秘密系列
  - 乃木坂春香的秘密（2008年）
  - 乃木坂春香的秘密 Purezza♪（2009年）
- 鐵腕女警 DECODE（日语：鉄腕バーディー DECODE）系列
  - 鐵腕女警 DECODE（2008年）
  - 鐵腕女警 DECODE:02（2009年）
- 黑塚 KUROZUKA（2008年）
- （2008年）
- 道子與哈金（2008年 - 2009年）
- 黑神 The Animation（2009年）
- 神曲奏界紅 crimson S（2009年）
- BASQUASH！（2009年）
- 空中鞦韆（2009年）
- 聖劍鍛造師（2009年）
- 笨蛋，測驗，召喚獸系列
  - 笨蛋，測驗，召喚獸（2010年）
  - 笨蛋、測驗、召喚獸2（2011年）
- 江戶盜賊團五葉（2010年）
- 學園默示錄 HIGHSCHOOL OF THE DEAD（2010年）
- 只有神知道的世界系列
  - 只有神知道的世界（2010年）
  - 只有神知道的世界II（2011年）
  - 只有神知道的世界 女神篇（2013年）
- 侵略！花枝娘系列
  - 侵略！花枝娘（2010年）
  - 侵略!? 花枝娘（2011年）
- 咎狗之血（2010年）
- TIGER & BUNNY（2011年）
- 亞斯塔蘿黛的後宮玩具（2011年）
- C（2011年）
- 死囚樂園（2011年）
- C³ -魔幻三次方-（2011年）
- 幸福光暈系列
  - 幸福光暈 ～hitotose～（2011年）
  - 幸福光暈 ～More Aggressive～（2013年）
- 純白交響曲（2011年）
- 便·當（2011年）
- 足球騎士（2012年）
- 向銀河開球（2012年）
- 聖鬥士星矢Ω（2012年－2014年）
- ZETMAN（2012年）
- 李洛克的青春全力忍傳（2012年－2013年）
- 黃昏乙女×失憶幽靈（2012年）
- 弒神者！～不順從之神與弒神的魔王～（2012年）
- 心連·情結（2012年）
- 來自新世界（2012年）
- 旋風管家系列
  - 旋風管家 CAN'T TAKE MY EYES OFF YOU（2012年）
  - 旋風管家 Cuties（2013年）
- JoJo的奇妙冒險系列
  - JoJo的奇妙冒險（2012年－2013年）
  - JoJo的奇妙冒險 星塵鬥士（2014年－2015年）
  - JoJo的奇妙冒險 不滅鑽石（2016年）
  - JoJo的奇妙冒險 黃金之風（2018年－）
- LoveLive！系列（2013年）
  - LoveLive！Sunshine!!（2016年）
- THE UNLIMITED 兵部京介（2013年）
- 黑色嘉年華（2013年）
- 進擊的巨人系列
  - 進擊的巨人（2013年）
  - 進擊的巨人 Season 2（2017年）
- 革命機Valvrave（2013年）
- 超次元戰記 戰機少女（2013年）
- Fate/kaleid liner 魔法少女☆伊莉雅系列
  - Fate/kaleid liner 魔法少女☆伊莉雅（2013年）
  - Fate/kaleid liner 魔法少女☆伊莉雅 2wei！（2014年）
  - Fate/kaleid liner 魔法少女☆伊莉雅 2wei Herz！（2015年）
  - Fate/kaleid liner 魔法少女☆伊莉雅 3rei!!（2016年）
- 京騷戲畫（2013年）
- 飆速宅男系列
  - 飆速宅男（2013年）
  - 飆速宅男 GRANDE ROAD（2014年）
  - 飆速宅男 NEW GENERATION（2017年）
- 武士弗拉明戈（2013年）
- 農林（2014年）
- WIZARD BARRISTERS 弁魔士賽希爾（2014年）
- 天雷爭霸：復仇者聯盟（2014年－2015年）
- Baby Steps ～網球優等生～（2014年－2015年）
- 英雄銀行（日语：ヒーローバンク）（2014年－2015年）
- 舞力四射（2014年－2015年）
- 電器街的漫畫店（2014年）
- 戰國無雙（2015年）
- 妄想探索社 Spinoff 和噗嚕噗嚕夏露姆遊玩吧（2015年）
- GANGSTA.（2015年）
- 噬神者（與ufotable共同製作，2015年）
- 學戰都市Asterisk（2015年－2016年）
- 我被抓到貴族女校當「庶民樣本」（2015年）
- Brave Beats（日语：ブレイブビーツ）（2015年－2016年）
- 虹色時光（2016年）
- 美少女戰士Crystal Season III（2016年）
- 爆音少女!!（2016年）
- 甲鐵城的卡巴內利（2016年）
- 不愉快的妖怪庵（2016年）
- B-PROJECT ～鼓動＊Ambitious～（2016年）
- D.Gray-man HALLOW（2016年）
- 數碼暴龍宇宙 應用怪獸（2016年－）
- 魔物獵人物語 RIDE ON（2016年－）
- 終末的伊澤塔（2016年）
- 夢幻慶典系列
  - 夢幻慶典（2016年）
  - 夢幻慶典R（2017年）
- ElDLIVE宇宙警探（2017年）
- CHAOS;CHILD（2017年）
- 喧嘩番長 乙女 -Girl Beats Boys-（日语：喧嘩番長 乙女）（2017年）
- 原子小金剛 起始（2017年）
- 便利商店情人（日语：コンビニカレシ）（2017年）
- 時間支配者（2017年）
- 網路勝利組（2017年）
- 異世界魔王與召喚少女的奴隸魔術（2018年）
- Star☆Twinkle 光之美少女（2019年）
- ONE PIECE（2019年－）
- 怪物事變（2021年）
- 白領與球部（2022年）
- BLEACH 千年血戰篇（2022年）
- 開闊天空！光之美少女（2023年）
- BLEACH 千年血戰篇-訣別譚-（2023年）
- BLEACH 千年血戰篇-相剋譚-（2024年）

#### OVA
- 魯邦三世 風魔一族的陰謀（1987年）
- 萌少女的戀愛時光 2學期（2009年）
- 機動戰士鋼彈UC（2010年－2014年）
- 幸福光暈（2010年）
- 笨蛋，測驗，召喚獸 ～祭～（2011年）
- 乃木坂春香的秘密 Finale♪（2012年）
- 機動戰士鋼彈 Thunderbolt（2016年）

#### 電影動畫
- 哆啦A夢系列（參加1984年～2000年、2015年的上映作品）
- 麵包超人：亮晶晶星的眼淚（日语：それいけ!アンパンマン キラキラ星の涙）（1989年）
- 麵包超人：飛呀！飛呀！小小龍（日语：それいけ!アンパンマン とべ! とべ! ちびごん）（1991年）
- 紅豬（1992年）
- 劇場版 櫻桃小丸子：我最喜歡的歌（1992年）
- 蠟筆小新系列
  - 第1部：動感超人VS高衩魔王（1993年）
  - 第2部：不理不理王國的秘寶（1994年）
  - 第3部：雲黑齋的野心（1995年）
  - 第4部：搞怪遊樂園大冒險（1996年）
  - 第5部：黑暗珠珠大追擊（1997年）
  - 第6部：電擊！豬蹄大作戰（1998年）
  - 第7部：爆發！溫泉激烈大決戰（1999年）
  - 第8部：風起雲湧的叢林冒險（2000年）
- 名偵探柯南：迷宮的十字路（2003年）
- 穿越時空的少女（2006年）
- 劇場版 銀魂：新譯紅櫻篇（2010年）
- 劇場版 機動戰士鋼彈00 -A wakening of the Trailblazer-（2010年）
- 劇場版 旋風管家 HEAVEN IS A PLACE ON EARTH（2011年）
- 劇場版 FAIRY TAIL 鳳凰巫女（2012年）
- 伏 鐵砲娘的捕物帳（日语：伏 鉄砲娘の捕物帳）（2012年）
- 劇場版 TIGER & BUNNY -The Beginning-（2012年）
- 劇場版 TIGER & BUNNY -The Rising-（2014年）
- LoveLive！學園偶像電影（2015年）
- 玻璃花與毀壞的世界（2016年）
- Planetarian ～星之人～（2016年）
- Pokemon the movie XY&Z 波爾凱尼恩與機關人偶 瑪機雅娜（2016年）
- 虐殺器官（2017年）
- 劇場版 刀劍神域：序列爭戰（2017年）

### 擔任VFX作品
- 哥吉拉vs碧奧蘭蒂（1989年）

### niconico現場直播
- Anime-ON！－動畫情報綜藝節目（2011年12月－2015年9月）

每個月的最後一週（例外）從星期二晚間8時播出

## 企劃製作
- AGC38（日语：AGC38）（2010年10月－2013年5月） - 二次元視覺偶像組合
- I MY ME ～surgical friends～（日语：あいまいみーまいん）（2013年12月－2015年9月）－聲優組合

## 相關人物
- 秋田谷典昭
- 石堂伸晴
- 大庭秀昭（日语：大庭秀昭）
- 清山滋崇

- 島崎克實
- 所智一（日语：ところともかず）
- 飛田剛
- 中尾友治

## 外部連結
- 株式會社旭Production公式官網 （页面存档备份，存于） （日語）
- Anime-ON！ （页面存档备份，存于） （日語）－niconico頻道